# Mistrzostwa Świata w Hokeju na Lodzie 2022 (I Dywizja)
Mistrzostwa Świata w Hokeju na Lodzie I Dywizji 2022 rozegrane zostały w dniach 3–8 maja (Dywizja IA) i 26 kwietnia–1 maja (Dywizja IB).
Do mistrzostw I Dywizji przystąpiło 10 zespołów, które zostały podzielone na dwie grupy po pięć zespołów. Dywizja I Grupa A swoje mecze rozgrywała w Lublanie (Słowenia), natomiast Dywizja I Grupa B w Tychach (Polska). Reprezentacje rywalizowały systemem każdy z każdym.
Hale, w których zorganizowano zawody:
- Hala Tivoli w Lublanie – Dywizja IA,
- Stadion Zimowy w Tychach – Dywizja IB.

## Grupa A
Do mistrzostw świata elity w 2023 z Dywizji IA awansowały dwie pierwsze reprezentacje. Ostatni zespół został zdegradowany.
| 3 maja 2022 | Węgry | 5:1 | Korea Południowa | Hala Tivoli, Lublana |

| Szczegóły      | Szczegóły                                                                                               | Szczegóły       | Szczegóły               | Szczegóły                                                                                           |
| -------------- | --- | --------------- | ----------------------- | --------------------------------------------------------------------------------------------------- |
| Godzina: 15:30 | N. Fejes (EQ) 06:19 I. Sofron (EQ) 07:42 C. Erdély (EQ) 23:19 C. Erdély (PP) 27:38 C. Erdély (EQ) 30:27 | (2:0, 3:0, 0:1) | 57:49 (EQ) K. Sang-wook | Widzów: 1500 Sędzia główny: Mikael Holm Liam Sewell Sędziowie liniowi: Joep Leermakers Gašper Zgonc |
| Godzina: 15:30 | 8 min. kar                                                                                              |                 | 4 min. kar              | Widzów: 1500 Sędzia główny: Mikael Holm Liam Sewell Sędziowie liniowi: Joep Leermakers Gašper Zgonc |

| 3 maja 2022 | Słowenia | 4:2 | Litwa | Hala Tivoli, Lublana |

| Szczegóły      | Szczegóły                                                                              | Szczegóły       | Szczegóły                                       | Szczegóły |
| -------------- | -------------------------------------------------------------------------------------- | --------------- | ----------------------------------------------- | --- |
| Godzina: 19:00 | M. Verlič (EQ) 13:44 A. Kuralt (EQ) 21:07 B. Tomaževič (EQ) 29:53 G. Koblar (EQ) 52:59 | (1:0, 2:0, 1:2) | 55:18 (PP) A. Bendžius 59:51 (EQ) E. Krakauskas | Widzów: 2500 Sędzia główny: Christoph Sternat Andrew Wilk Sędziowie liniowi: Barna Kis-Király Frederic Monnaie |
| Godzina: 19:00 | 6 min. kar                                                                             |                 | 6 min. kar                                      | Widzów: 2500 Sędzia główny: Christoph Sternat Andrew Wilk Sędziowie liniowi: Barna Kis-Király Frederic Monnaie |

| 4 maja 2022 | Litwa | 1:2 | Węgry | Hala Tivoli, Lublana |

| Szczegóły      | Szczegóły                | Szczegóły       | Szczegóły                              | Szczegóły                                                                                                 |
| -------------- | ------------------------ | --------------- | -------------------------------------- | --- |
| Godzina: 15:30 | N. Ališauskas (EQ) 27:03 | (0:1, 1:1, 0:0) | 00:51 (EQ) B. Sebők 23:38 (PS) J. Hári | Widzów: 1500 Sędzia główny: Christoph Sternat Milan Zrnić Sędziowie liniowi: David Nothegger Park Jun-soo |
| Godzina: 15:30 | 10 min. kar              |                 | 10 min. kar                            | Widzów: 1500 Sędzia główny: Christoph Sternat Milan Zrnić Sędziowie liniowi: David Nothegger Park Jun-soo |

| 4 maja 2022 | Rumunia | 1:9 | Słowenia | Hala Tivoli, Lublana |

| Szczegóły      | Szczegóły              | Szczegóły       | Szczegóły | Szczegóły                                                                                                   |
| -------------- | ---------------------- | --------------- | --- | --- |
| Godzina: 19:00 | J. Skaczkow (PP) 11:01 | (1:1, 0:6, 0:2) | 09:00 (PP) Ž. Jeglič 23:02 (EQ) M. Verlič 24:18 (EQ) Ž. Jeglič 32:56 (PP) K. Ograjenšek 35:33 (EQ) L. Maver 39:03 (EQ) M. Verlič 40:00 (EQ) T. Čimžar 44:00 (PS) R. Tičar 50:19 (EQ) M. Verlič | Widzów: 2000 Sędzia główny: Mikael Holm Trpimir Piragić Sędziowie liniowi: Barna Kis-Király Joep Leermakers |
| Godzina: 19:00 | 4 min. kar             |                 | 2 min. kar | Widzów: 2000 Sędzia główny: Mikael Holm Trpimir Piragić Sędziowie liniowi: Barna Kis-Király Joep Leermakers |

| 5 maja 2022 | Rumunia | 1:4 | Korea Południowa | Hala Tivoli, Lublana |

| Szczegóły      | Szczegóły                | Szczegóły       | Szczegóły                                                                  | Szczegóły                                                                                            |
| -------------- | ------------------------ | --------------- | -------------------------------------------------------------------------- | --- |
| Godzina: 15:30 | A. Zagidullin (PP) 38:53 | (0:0, 1:2, 0:2) | 21:41 (PP) Kim W. 25:48 (EQ) Jeon J. 45:46 (EQ) Kang Y. 58:36 (EQ) Jeon J. | Widzów: 1000 Sędzia główny: Liam Sewell Andrew Wilk Sędziowie liniowi: Frederic Monnaie Park Jun-soo |
| Godzina: 15:30 | 4 min. kar               |                 | 12 min. kar                                                                | Widzów: 1000 Sędzia główny: Liam Sewell Andrew Wilk Sędziowie liniowi: Frederic Monnaie Park Jun-soo |

| 6 maja 2022 | Korea Południowa | 3:5 | Litwa | Hala Tivoli, Lublana |

| Szczegóły      | Szczegóły                                                | Szczegóły       | Szczegóły | Szczegóły                                                                                           |
| -------------- | -------------------------------------------------------- | --------------- | --- | --------------------------------------------------------------------------------------------------- |
| Godzina: 15:30 | Jeon J. (PP) 12:12 Lee C. (PP2) 28:56 Lee Jo. (PP) 58:19 | (1:2, 1:1, 1:2) | 10:35 (PP) A. Bosas 16:54 (PS) E. Krakauskas 39:32 (PP) E. Krakauskas 52:34 (PP) E. Noreika 57:11 (SH) U. Čižas | Widzów: 500 Sędzia główny: Andrew Wilk Milan Zrnić Sędziowie liniowi: Frederic Monnaie Gašper Zgonc |
| Godzina: 15:30 | 14 min. kar                                              |                 | 8 min. kar | Widzów: 500 Sędzia główny: Andrew Wilk Milan Zrnić Sędziowie liniowi: Frederic Monnaie Gašper Zgonc |

| 6 maja 2022 | Słowenia | 5:1 | Węgry | Hala Tivoli, Lublana |

| Szczegóły      | Szczegóły | Szczegóły       | Szczegóły            | Szczegóły                                                                                                  |
| -------------- | --- | --------------- | -------------------- | --- |
| Godzina: 19:00 | Ž. Jeglič (EQ) 00:31 R. Sabolič (EQ) 26:45 Ž. Pance (EQ) 26:50 R. Sabolič (PP) 57:20 K. Ograjenšek (PP) 57:29 | (1:1, 2:0, 2:0) | 15:06 (EQ) C. Erdély | Widzów: 4200 Sędzia główny: Mikael Holm Trpimir Piragić Sędziowie liniowi: Joep Leermakers David Nothegger |
| Godzina: 19:00 | 4 min. kar |                 | 14 min. kar          | Widzów: 4200 Sędzia główny: Mikael Holm Trpimir Piragić Sędziowie liniowi: Joep Leermakers David Nothegger |

| 7 maja 2022 | Litwa | 5:4 | Rumunia | Hala Tivoli, Lublana |

| Szczegóły      | Szczegóły | Szczegóły       | Szczegóły                                                                              | Szczegóły                                                                                                  |
| -------------- | --- | --------------- | -------------------------------------------------------------------------------------- | --- |
| Godzina: 15:30 | E. Noreika (EQ) 31:10 J. Jasinevičius (EQ) 33:40 T. Kumeliauskas (PP) 38:14 E. Krakauskas (PP) 43:35 P. Gintautas (EQ) 45:24 | (0:2, 3:1, 2:1) | 03:49 (EQ) J. Skaczkow 10:59 (SH) T. Részegh 36:47 (PP) Z. Molnár 50:07 (EQ) S. Rokaly | Widzów: 1000 Sędzia główny: Christoph Sternat Milan Zrnić Sędziowie liniowi: Barna Kis-Király Gašper Zgonc |
| Godzina: 15:30 | 8 min. kar |                 | 12 min. kar                                                                            | Widzów: 1000 Sędzia główny: Christoph Sternat Milan Zrnić Sędziowie liniowi: Barna Kis-Király Gašper Zgonc |

| 8 maja 2022 | Węgry | 4:2 | Rumunia | Hala Tivoli, Lublana |

| Szczegóły      | Szczegóły                                                                          | Szczegóły       | Szczegóły                                       | Szczegóły                                                                                            |
| -------------- | ---------------------------------------------------------------------------------- | --------------- | ----------------------------------------------- | --- |
| Godzina: 15:30 | G. Nagy (EQ) 08:26 B. Magosi (EQ) 12:47 R. Kulmala (EQ) 29:05 I. Sofron (PP) 56:59 | (2:0, 1:2, 1:0) | 20:30 (EQ) R. Gliga 27:49 (EQ) R. Ferencz-Csibi | Widzów: 2500 Sędzia główny: Trpimir Piragić Liam Sewell Sędziowie liniowi: Park Jun-soo Gašper Zgonc |
| Godzina: 15:30 | 4 min. kar                                                                         |                 | 10 min. kar                                     | Widzów: 2500 Sędzia główny: Trpimir Piragić Liam Sewell Sędziowie liniowi: Park Jun-soo Gašper Zgonc |

| 8 maja 2022 | Korea Południowa | 1:4 | Słowenia | Hala Tivoli, Lublana |

| Szczegóły      | Szczegóły          | Szczegóły       | Szczegóły                                                                           | Szczegóły |
| -------------- | ------------------ | --------------- | ----------------------------------------------------------------------------------- | --- |
| Godzina: 19:00 | Lee Jo. (EQ) 55:23 | (0:2, 0:1, 1:1) | 05:54 (PP) M. Robar 11:26 (PP) R. Sabolič 35:35 (EQ) R. Sabolič 50:52 (EQ) R. Tičar | Widzów: 4000 Sędzia główny: Christoph Sternat Andrew Wilk Sędziowie liniowi: Frederic Monnaie David Nothegger |
| Godzina: 19:00 | 12 min. kar        |                 | 6 min. kar                                                                          | Widzów: 4000 Sędzia główny: Christoph Sternat Andrew Wilk Sędziowie liniowi: Frederic Monnaie David Nothegger |

Tabela
| Lp. | Zespół           | M | Pkt | Z | Zd | Pd | P | G+ | G- | +/− |
| --- | ---------------- | - | --- | - | -- | -- | - | -- | -- | --- |
| 1   | Słowenia         | 4 | 12  | 4 | 0  | 0  | 0 | 22 | 5  | +17 |
| 2   | Węgry            | 4 | 9   | 3 | 0  | 0  | 1 | 12 | 9  | +3  |
| 3   | Litwa            | 4 | 6   | 2 | 0  | 0  | 2 | 13 | 13 | +0  |
| 4   | Korea Południowa | 4 | 3   | 1 | 0  | 0  | 3 | 9  | 15 | -6  |
| 5   | Rumunia          | 4 | 0   | 0 | 0  | 0  | 4 | 8  | 22 | -14 |

    = awans do elity     = utrzymanie w Dywizji IA     = spadek do Dywizji IB
Statystyki indywidualne
- Klasyfikacja strzelców:  Csanád Erdély,  Emilijus Krakauskas,  Robert Sabolič,  Miha Verlič: 4 gole[2]
- Klasyfikacja asystentów:  Jan Urbas: 7 asyst[3]
- Klasyfikacja kanadyjska:  Žiga Jeglič: 7 punktów[4]
- Klasyfikacja kanadyjska obrońców:  Kim Won-jun 5 punktów[5]
- Klasyfikacja +/−:  Mitja Robar: +7[6]
- Klasyfikacja skuteczności interwencji bramkarzy:  Gasper Kroselj: 93,02%[7]
- Klasyfikacja średniej goli straconych na mecz bramkarzy:  Gasper Kroselj: 1,13
- Klasyfikacja średnie czasu na lodzie w meczu:  Pawło Borysenko: 23 min. 15 sek.[8]
- Klasyfikacja minut kar:  Nerijus Ališauskas: 6 minut[9]

Nagrody indywidualne
Dyrektoriat turnieju wybrał trójkę najlepszych zawodników, po jednym na każdej pozycji:
- Bramkarz:  Mantas Armalis
- Obrońca:  Nandor Fejes
- Napastnik:  Žiga Jeglič

Dziennikarze wybrali szóstkę zawodników składu gwiazd turnieju:
- Bramkarz:  Gasper Kroselj
- Obrońcy:  Nerijus Ališauskas,  Kim Won-jun
- Napastnicy:  Žiga Jeglič,  Csanád Erdély,  Miha Verlič
- Najbardziej Wartościowy Zawodnik (MVP):  Žiga Jeglič

## Grupa B
Do mistrzostw świata dywizji IA w 2023 awansowała reprezentacja Polski, która wygrała wszystkie spotkania. Ostatni zespół Grupy B (Serbia) został zdegradowany do Dywizji IIA.
| 26 kwietnia 2022 | Serbia | 0:8 | Japonia | Stadion Zimowy, Tychy |

| Szczegóły      | Szczegóły  | Szczegóły       | Szczegóły | Szczegóły                                                                                                 |
| -------------- | ---------- | --------------- | --- | --- |
| Godzina: 16:30 |            | (0:2, 0:5, 0:1) | 05:13 (PP) Y. Nakayashiki 06:00 (EQ) M. Furuhashi 24:28 (PP) Y. Hirano 29:54 (PP) Y. Hirano 30:06 (EQ) M. Furuhashi 37:47 (EQ) T. Irikura 38:43 (EQ) Y. Hirano 49:44 (EQ) K. Suzuki | Widzów: 158 Sędzia główny: Michał Baca Daniel Rencz Sędziowie liniowi: Sergii Kharaberyush Rafał Noworyta |
| Godzina: 16:30 | 6 min. kar |                 | 6 min. kar | Widzów: 158 Sędzia główny: Michał Baca Daniel Rencz Sędziowie liniowi: Sergii Kharaberyush Rafał Noworyta |

| 26 kwietnia 2022 | Polska | 3:0 | Estonia | Stadion Zimowy, Tychy |

| Szczegóły      | Szczegóły                                                         | Szczegóły       | Szczegóły  | Szczegóły                                                                                             |
| -------------- | ----------------------------------------------------------------- | --------------- | ---------- | --- |
| Godzina: 20:00 | K. Wałęga (EQ) 12:54 P. Zygmunt (EQ) 29:51 F. Komorski (EQ) 45:53 | (1:0, 1:0, 1:0) |            | Widzów: 808 Sędzia główny: Stefan Hurlimann Andrii Kicha Sędziowie liniowi: Daniel Konc Agris Ozoliņš |
| Godzina: 20:00 | 10 min. kar                                                       |                 | 4 min. kar | Widzów: 808 Sędzia główny: Stefan Hurlimann Andrii Kicha Sędziowie liniowi: Daniel Konc Agris Ozoliņš |

| 27 kwietnia 2022 | Ukraina | 7:0 | Serbia | Stadion Zimowy, Tychy |

| Szczegóły      | Szczegóły | Szczegóły       | Szczegóły   | Szczegóły                                                                                             |
| -------------- | --- | --------------- | ----------- | --- |
| Godzina: 16:30 | O. Peresuńko (PP) 01:24 O. Peresuńko (EQ) 10:51 W. Mazur (EQ) 23:30 W. Mazur (PP) 29:00 D. Nimenko (EQ) 33:10 F. Morozow (SH) 48:24 W. Lalka (EQ) 50:39 | (2:0, 3:0, 2:0) |             | Widzów: 328 Sędzia główny: Geoffrey Barcelo Turo Virta Sędziowie liniowi: Mateusz Bucki Gregor Miklič |
| Godzina: 16:30 | 6 min. kar |                 | 12 min. kar | Widzów: 328 Sędzia główny: Geoffrey Barcelo Turo Virta Sędziowie liniowi: Mateusz Bucki Gregor Miklič |

| 28 kwietnia 2022 | Japonia | 7:5 | Estonia | Stadion Zimowy, Tychy |

| Szczegóły      | Szczegóły | Szczegóły       | Szczegóły                                                                                               | Szczegóły                                                                                               |
| -------------- | --- | --------------- | --- | --- |
| Godzina: 16:30 | K. Otsu (EQ) 03:19 J. Halliday (EQ) 09:44 S. Hitosato (EQ) 12:47 T. Irikura (EQ) 14:08 Y. Otsu (EQ) 26:43 Y. Hirano (EQ) 45:45 Y. Hirano (EQ) 55:07 | (4:2, 1:3, 2:0) | 06:04 (EQ) V. Vasjonkin 19:49 (EQ) R. Rooba 20:42 (EQ) R. Rooba 28:28 (EQ) S. Kerna 36:54 (EQ) R. Rooba | Widzów: 264 Sędzia główny: Michał Baca Stefan Hurlimann Sędziowie liniowi: Mateusz Bucki Rafał Noworyta |
| Godzina: 16:30 | 6 min. kar |                 | 6 min. kar                                                                                              | Widzów: 264 Sędzia główny: Michał Baca Stefan Hurlimann Sędziowie liniowi: Mateusz Bucki Rafał Noworyta |

| 28 kwietnia 2022 | Ukraina | 2:3 pk. | Polska | Stadion Zimowy, Tychy |

| Szczegóły      | Szczegóły                                     | Szczegóły                 | Szczegóły                                                   | Szczegóły                                                                                          |
| -------------- | --------------------------------------------- | ------------------------- | ----------------------------------------------------------- | -------------------------------------------------------------------------------------------------- |
| Godzina: 20:00 | J. Fadiejew (PP2) 15:15 M. Simczuk (EQ) 44:38 | (1:2, 0:0, 1:0, 0:0, 0:1) | 12:01 (EQ) D. Paś 17:56 (EQ) D. Paś 65:00 (GWG) J. Bukowski | Widzów: 1930 Sędzia główny: Daniel Rencz Turo Virta Sędziowie liniowi: Gregor Miklič Agris Ozoliņš |
| Godzina: 20:00 | 10 min. kar                                   |                           | 10 min. kar                                                 | Widzów: 1930 Sędzia główny: Daniel Rencz Turo Virta Sędziowie liniowi: Gregor Miklič Agris Ozoliņš |

| 29 kwietnia 2022 | Serbia | 2:10 | Polska | Stadion Zimowy, Tychy |

| Szczegóły      | Szczegóły                               | Szczegóły       | Szczegóły | Szczegóły |
| -------------- | --------------------------------------- | --------------- | --- | --- |
| Godzina: 20:00 | N. Đumić (EQ) 11:16 N. Đumić (EQ) 43:18 | (1:3, 0:3, 1:4) | 01:34 (EQ) A. Łyszczarczyk 06:44 (EQ) D. Paś 17:36 (PP) F. Komorski 29:05 (EQ) M. Michalski 36:03 (EQ) K. Dziubiński 38:44 (EQ) F. Komorski 42:39 (EQ) F. Komorski 51:31 (EQ) K. Dziubiński 51:38 (EQ) K. Wałęga 55:58 (EQ) K. Dziubiński | Widzów: 1420 Sędzia główny: Geoffrey Barcelo Andrii Kicha Sędziowie liniowi: Sergii Kharaberyush Daniel Konc |
| Godzina: 20:00 | 12 min. kar                             |                 | 4 min. kar | Widzów: 1420 Sędzia główny: Geoffrey Barcelo Andrii Kicha Sędziowie liniowi: Sergii Kharaberyush Daniel Konc |

| 30 kwietnia 2022 | Japonia | 8:2 | Ukraina | Stadion Zimowy, Tychy |

| Szczegóły      | Szczegóły | Szczegóły       | Szczegóły                                | Szczegóły                                                                                                  |
| -------------- | --- | --------------- | ---------------------------------------- | --- |
| Godzina: 16:30 | M. Furuhashi (EQ) 04:19 K. Minoshima (EQ) 04:52 M. Furuhashi (EQ) 09:08 K. Suzuki (PP) 20:24 Y. Nakayashiki (EQ) 31:42 S. Hitosato (EQ) 39:56 S. Hitosato (EQ) 44:09 Y. Hirano (PP) 59:59 | (3:0, 3:2, 2:0) | 25:06 (EQ) W. Lalka 34:40 (EQ) O. Worona | Widzów: 350 Sędzia główny: Geoffrey Barcelo Stefan Hurlimann Sędziowie liniowi: Daniel Konc Rafał Noworyta |
| Godzina: 16:30 | 10 min. kar |                 | 20 min. kar                              | Widzów: 350 Sędzia główny: Geoffrey Barcelo Stefan Hurlimann Sędziowie liniowi: Daniel Konc Rafał Noworyta |

| 30 kwietnia 2022 | Estonia | 4:2 | Serbia | Stadion Zimowy, Tychy |

| Szczegóły      | Szczegóły                                                                                | Szczegóły       | Szczegóły                               | Szczegóły                                                                                          |
| -------------- | ---------------------------------------------------------------------------------------- | --------------- | --------------------------------------- | -------------------------------------------------------------------------------------------------- |
| Godzina: 20:00 | V. Vasjonkin (EQ) 01:32 D. Kulintsev (EQ) 05:30 R. Rooba (EQ) 28:08 K. Parras (EQ) 44:17 | (2:1, 1:0, 1:1) | 05:46 (PP) N. Đumić 57:32 (EQ) N. Đumić | Widzów: 110 Sędzia główny: Michał Baca Andrii Kicha Sędziowie liniowi: Mateusz Bucki Agris Ozoliņš |
| Godzina: 20:00 | 6 min. kar                                                                               |                 | 12 min. kar                             | Widzów: 110 Sędzia główny: Michał Baca Andrii Kicha Sędziowie liniowi: Mateusz Bucki Agris Ozoliņš |

| 1 maja 2022 | Polska | 2:0 | Japonia | Stadion Zimowy, Tychy |

| Szczegóły      | Szczegóły                                       | Szczegóły       | Szczegóły  | Szczegóły                                                                                                |
| -------------- | ----------------------------------------------- | --------------- | ---------- | --- |
| Godzina: 16:30 | A. Kostek (EQ) 25:50 A. Łyszczarczyk (EQ) 58:24 | (0:0, 1:0, 1:0) |            | Widzów: 2422 Sędzia główny: Daniel Rencz Turo Virta Sędziowie liniowi: Sergii Kharaberyush Gregor Miklič |
| Godzina: 16:30 | 8 min. kar                                      |                 | 6 min. kar | Widzów: 2422 Sędzia główny: Daniel Rencz Turo Virta Sędziowie liniowi: Sergii Kharaberyush Gregor Miklič |

| 1 maja 2022 | Estonia | 0:8 | Ukraina | Stadion Zimowy, Tychy |

| Szczegóły      | Szczegóły   | Szczegóły       | Szczegóły | Szczegóły                                                                                                 |
| -------------- | ----------- | --------------- | --- | --- |
| Godzina: 20:00 |             | (0:1, 0:4, 0:3) | 12:53 (EQ) I. Mereżko 26:48 (EQ) M. Simczuk 28:30 (EQ) O. Peresuńko 37:19 (PP) W. Lalka 39:17 (EQ) O. Peresuńko 44:12 (PP) M. Simczuk 49:06 (EQ) W. Mazur 59:24 (PP) J. Fadiejew | Widzów: 185 Sędzia główny: Geoffrey Barcelo Stefan Hurlimann Sędziowie liniowi: Daniel Konc Agris Ozoliņš |
| Godzina: 20:00 | 12 min. kar |                 | 2 min. kar | Widzów: 185 Sędzia główny: Geoffrey Barcelo Stefan Hurlimann Sędziowie liniowi: Daniel Konc Agris Ozoliņš |

Tabela
| Lp. | Zespół  | M | Pkt | Z | Zd | Pd | P | G+ | G- | +/− |
| --- | ------- | - | --- | - | -- | -- | - | -- | -- | --- |
| 1   | Polska  | 4 | 11  | 3 | 1  | 0  | 0 | 18 | 4  | +14 |
| 2   | Japonia | 4 | 9   | 3 | 0  | 0  | 1 | 23 | 9  | +14 |
| 3   | Ukraina | 4 | 7   | 2 | 0  | 1  | 1 | 19 | 11 | +8  |
| 4   | Estonia | 4 | 3   | 1 | 0  | 0  | 3 | 9  | 20 | -11 |
| 5   | Serbia  | 4 | 0   | 0 | 0  | 0  | 4 | 4  | 29 | -25 |

    = awans do Dywizji IA     = utrzymanie w Dywizji IB     = spadek do Dywizji IIA
Statystyki indywidualne
- Klasyfikacja strzelców:  Yūshirō Hirano: 6 goli[12]
- Klasyfikacja asystentów:  Alan Łyszczarczyk: 7 asyst[13]
- Klasyfikacja kanadyjska:  Yūshirō Hirano: 10 punktów[14]
- Klasyfikacja +/−:  Alan Łyszczarczyk: +9[15]
- Klasyfikacja skuteczności interwencji bramkarzy:  Dmytro Kubrycki: 100,00%[16]
- Klasyfikacja średniej goli straconych na mecz bramkarzy:  Dmytro Kubrycki: 0,00[16]
- Klasyfikacja minut kar:  Feliks Morozow: 10 minut[17]

Nagrody indywidualne
Dyrektoriat turnieju wybrał trójkę najlepszych zawodników, po jednym na każdej pozycji:
- Bramkarz:  John Murray
- Obrońca:  Ihor Mereżko
- Napastnik:  Yūshirō Hirano